# Michaelshaffera
Michaelshaffera är ett släkte av fjärilar. Michaelshaffera ingår i familjen mott.
Kladogram enligt Catalogue of Life:
| Michaelshaffera | \| \| Michaelshaffera beckeri \| \| \| \| \| \| Michaelshaffera maidoa \| \| \| \| |
|                 | \| \| Michaelshaffera beckeri \| \| \| \| \| \| Michaelshaffera maidoa \| \| \| \| |
|                 | Michaelshaffera beckeri                                                            |
|                 |                                                                                    |
|                 | Michaelshaffera maidoa                                                             |
|                 |                                                                                    |